# 2023年罗格斯大学罢工
2023年罗格斯大学罢工是美国新泽西州一场的罢工活动，涉及该校的教职工和研究生工作者。罢工于2023年4月10日开始，4月15日暂停。9000名员工和67000名学生受罢工影响。
这是罗格斯大学257年历史上的首次罢工，也是美国教育史上最大的罢工之一。

## 背景
罢工前夕，校长乔纳森·霍洛威告诉他的员工罢工是“非法的”。这一声明在全国范围内遭到工会和学者的广泛谴责，超过40名学者签署了一封公开信，要求他收回这一声明。
工会领袖反驳说，研究生的年收入仅略高于30000美元，按比例计算后，与全职同行相比要少得多。来自三个工会的超过94％的教职员工投票授权罢工。

## 过程
罢工于4月10日星期一早上开始。 工会在一份声明中称，“行政部门不理解我们决心为平等的工作报酬、所有人的生活工资、真正的工作保障、种族和性别平等以及公平的工资增长而斗争。我们别无选择，只能罢工，建立一个真正尊重其工人和学生的大学。”
对于罢工，霍洛威写道：“说这非常令人失望，这还是低估了，特别是考虑到仅仅两天前，双方都真诚同意任命调解员来帮助我们达成协议。”
新泽西州州长菲尔·墨菲请求工会领袖和大学管理人员在他特伦顿的办公室会面，呼吁他们“明天在我的办公室进行会议，进行有成效的对话”。